# Palais de Binche
Le château, puis palais de Binche, est une ancienne résidence royale située à Binche dans la province belge du Hainaut. Le château médiéval et le palais de la Renaissance qui suit servent de résidence (et siège du pouvoir) aux comtes du Hainaut, aux ducs de Bourgogne et aux dirigeants Habsbourgs. La résidente la plus célèbre est Marie de Hongrie, gouverneure des Pays-Bas. C'est l'un des premiers palais de la Renaissance des Pays-Bas. Construit pour rivaliser avec le palais français de Fontainebleau que Charles Quint a visité en décembre 1539. Le palais est détruit par les soldats du roi Henri II de France en 1554. Aujourd'hui, il ne reste que quelques murs et fondements médiévaux du château et du palais. En 1936, les restes sont classés au patrimoine immobilier.

## Historique
Baudouin IV, comte de Hainaut, également connu sous le nom de Baudouin le Bâtisseur, construit le premier château de Binche au XIIe siècle. En même temps, il entoure la ville de grands murs, qui sont presque entièrement préservés à ce jour. Le château est connu sous le nom de « Château de la Salles » au XVe siècle. Philippe le Bon, duc de Bourgogne, restaure le château en 1461. Marguerite d'York, veuve de Charles le Téméraire, duc de Bourgogne, qui a reçu Binche en dot l'agrandit vers 1500 d'un corps de logis.
Marie de Hongrie devient gouvernante des Pays-Bas en 1528. Elle séjourne souvent à Binche, qui devient l'une de ses résidences préférées. En mars 1545, son frère, Charles Quint, lui donne, en apanage viager, le domaine de Binche puis la seigneurie de Turnhout. Cette donation permet également à Charles de s’acquitter de certains arriérés de la dot de Marie, qu’elle lui réclame depuis longtemps.
Marie décide de raser la partie médiévale du château et de construire un somptueux palais à la place. C'est l'un des premiers palais de la Renaissance aux Pays-Bas. L'architecte Jacques Du Brœucq est responsable de la conception. Il perçoit un salaire pour ses plans et des indemnités pour ses frais, mais aussi un salaire annuel de 200 carolus d’or à dater du 12 mai 1545. En contrepartie il doit participer à la direction des projets entrepris par la régente dans le Hainaut. Il a également construit pour Marie le pavillon de chasse près de Binche à Morlanwelz, appelé palais Mariemont (littéralement, le palais sur la colline de Marie).
Le 7 avril 1545 elle charge son conseiller Philippe du Terne de la qualité de receveur, devoir qu'il exerce jusqu'en 1559. Les comptes du domaine sont très complets et témoignent des séjours de Marie à Binche : quand et où elle se réunissait avec son conseil et recevait des hôtes. Par exemple, le 6 mai 1546, elle reçoit le prince-évêque de Liège afin de discuter de la construction d’une forteresse près de Mariembourg et la cession de terrain nécessaire sur la seigneurie d’Herstal.
La reine douairière prend soin de nommer deux « commis à la surintendance et conduite de ses ouvrages ». Elle choisit parmi ses officiers François Cambier, sommelier de son hôtel et Gilles de la Samme, trésorier des chartes du Hainaut et bailli des fiefs de Binche. Les matériaux récupérés du vieux bâtiment sont soit revendus soit réutilisés pour les fondations du nouveau palais.
La construction du palais de Binche prend trois ans et le bâtiment ressemble beaucoup à un château renaissance précédemment conçu et construit par Jacques Du Brœucq à Boussu. Les historiens rapportent qu’il a fallu pas moins de 5 millions de briques pour édifier ce palais. De l'ancien château médiéval, il ne reste que l'aile rénovée par Marguerite d'York.
En 1549, Marie reçoit Charles Quint et son neveu, le futur roi Philippe II. L'année précédente, l'empereur vieillissant décide de faire reconnaître son fils comme successeur par les différentes principautés de son empire. La procession impériale arrive à Binche le 22 août 1549. Marie est consciente de l'importance de l'événement et organise les Triomphes de Binche : fêtes, bals et tournois se succèdent pendant six jours. À son retour en Espagne, le roi Philippe II est tellement impressionné par le palais de Binche qu'il s'en sert d'inspiration pour la construction des palais royaux d'Aranjuez, d'El Pardo et de Valsain. Brantôme dira même que le palais « faisoit honte aux sept miracles (merveilles) du monde tant renommés de l’antiquité ».
Peu après ces festivités, l'ancien conflit entre l'Espagne et la France reprend. Le château est assiégé par les français en juillet 1543. Les remparts subissent de gros dégâts mais Henri II bat en retraite. Au printemps 1554, l'armée impériale entre en Picardie et détruit le palais préféré du roi de France, le château de Folembray. Les Français contre-attaquent : ils pillent, saccagent et incendient les villes de Florennes, Fosses, Seneffe, Mariembourg, Binche, Trazegnies et Le Rœulx. Le 21 juillet, ils envahissent Binche après le saccage de Mariemont. Les deux palais sont incendiés en représailles. La collégiale Saint-Ursmer toute proche est aussi partiellement détruite. Henri II fait attacher une plaque aux ruines du palais : « souviens-toi de Folembray, reine insensée ». La réaction de Marie est double : par courrier elle ne montre pas de réaction et plaint le roi de ne pas savoir maîtriser sa colère et de tomber si bas ; mais lorsqu’elle se rend sur les ruines, elle ne retient pas ses larmes et, bouillant de colère, réclame vengeance. Ses châteaux ne sont pas seulement perdus mais la région entière est totalement ravagée, ce qui la prive d'une importante source de revenus.
Certaines parties du palais sont sauvées de la destruction. Les travaux de restauration commencent dès 1554, mais cessent lorsque Marie quitte les Pays-Bas en 1556 pour se rendre en Espagne avec son frère après sa démission. Sous les archiducs Albert et Isabelle de Habsbourg, souverains des Pays-Bas, une restauration est tentée mais n'est pas achevée car le palais de Mariemont est également en restauration. Le palais de Binche tombe en disgrâce après le siège des troupes du Duc d’Alençon en 1578. Un certain nombre de pièces sculptées sont envoyées à Mons (comme la porte d'entrée) ou réutilisées à Binche même. Dans la seconde moitié du XVIIe siècle, le palais tombe en ruines et, vers 1704, le palais est démoli. Un parc public est créé sur les vestiges au XIXe siècle.
De grandes parties du palais sont fouillées et examinées par le département archéologique de Wallonie au XXe siècle.

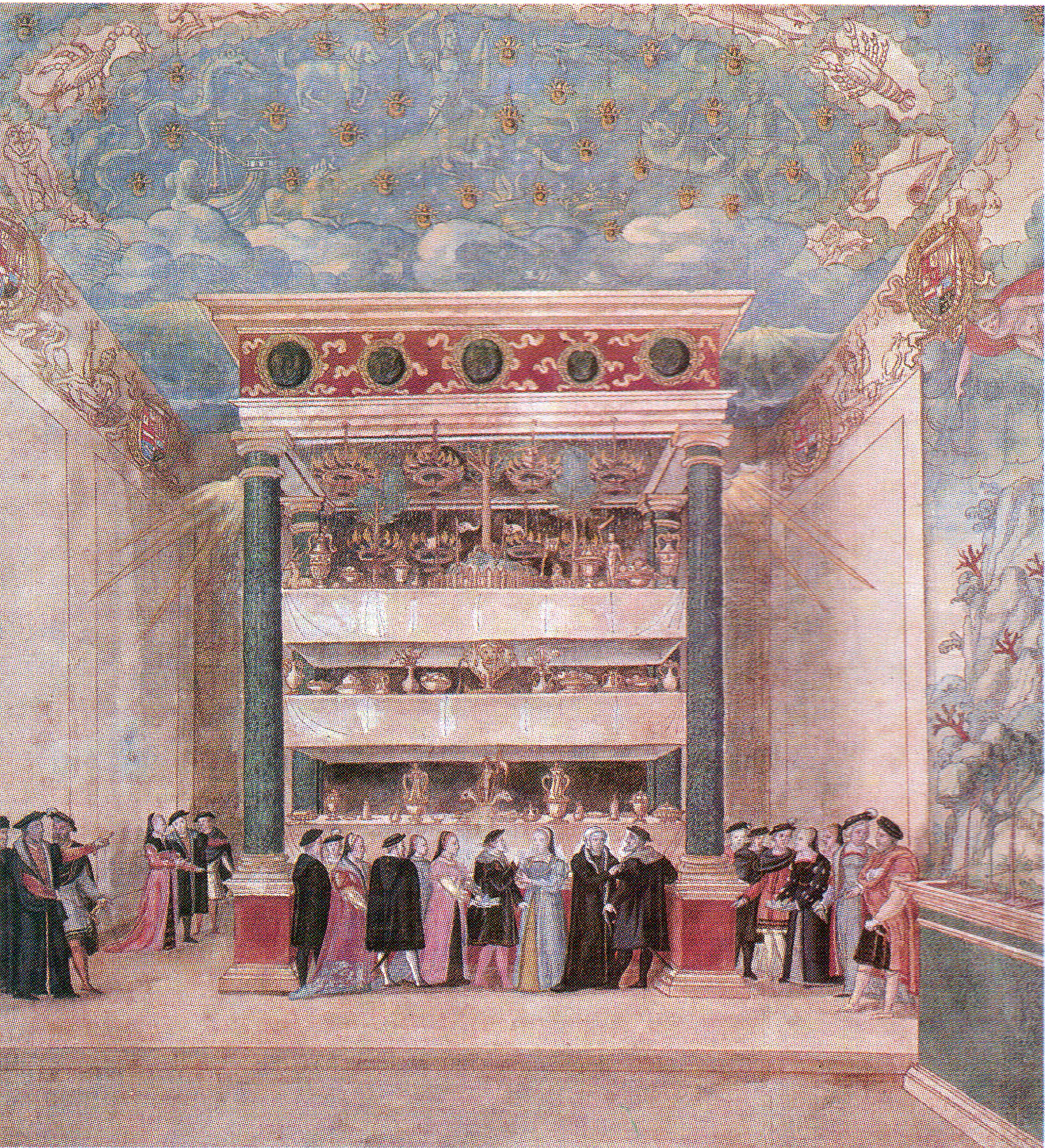
La salle d'apparat du palais renaissance.
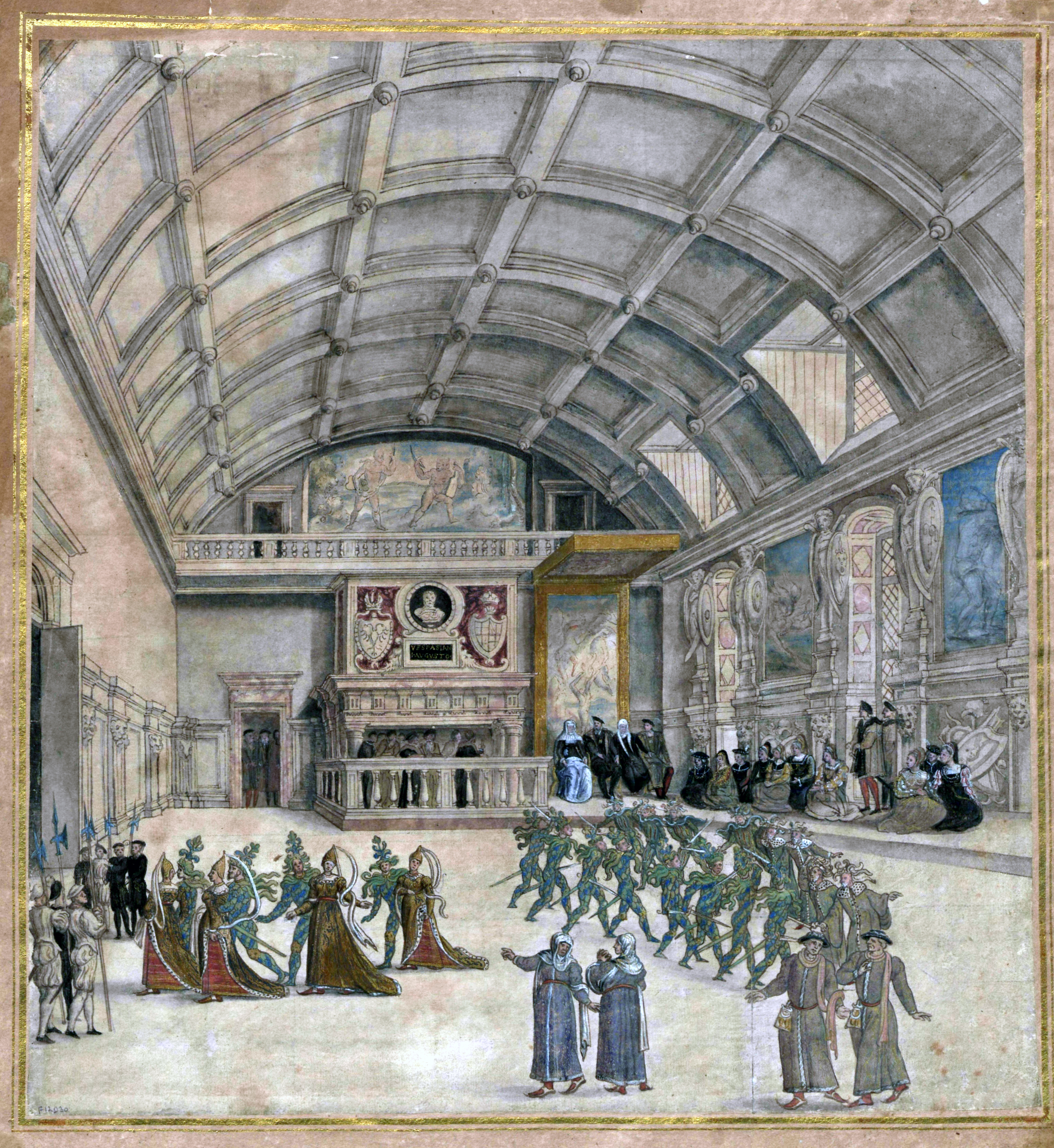
La grande galerie du palais renaissance.
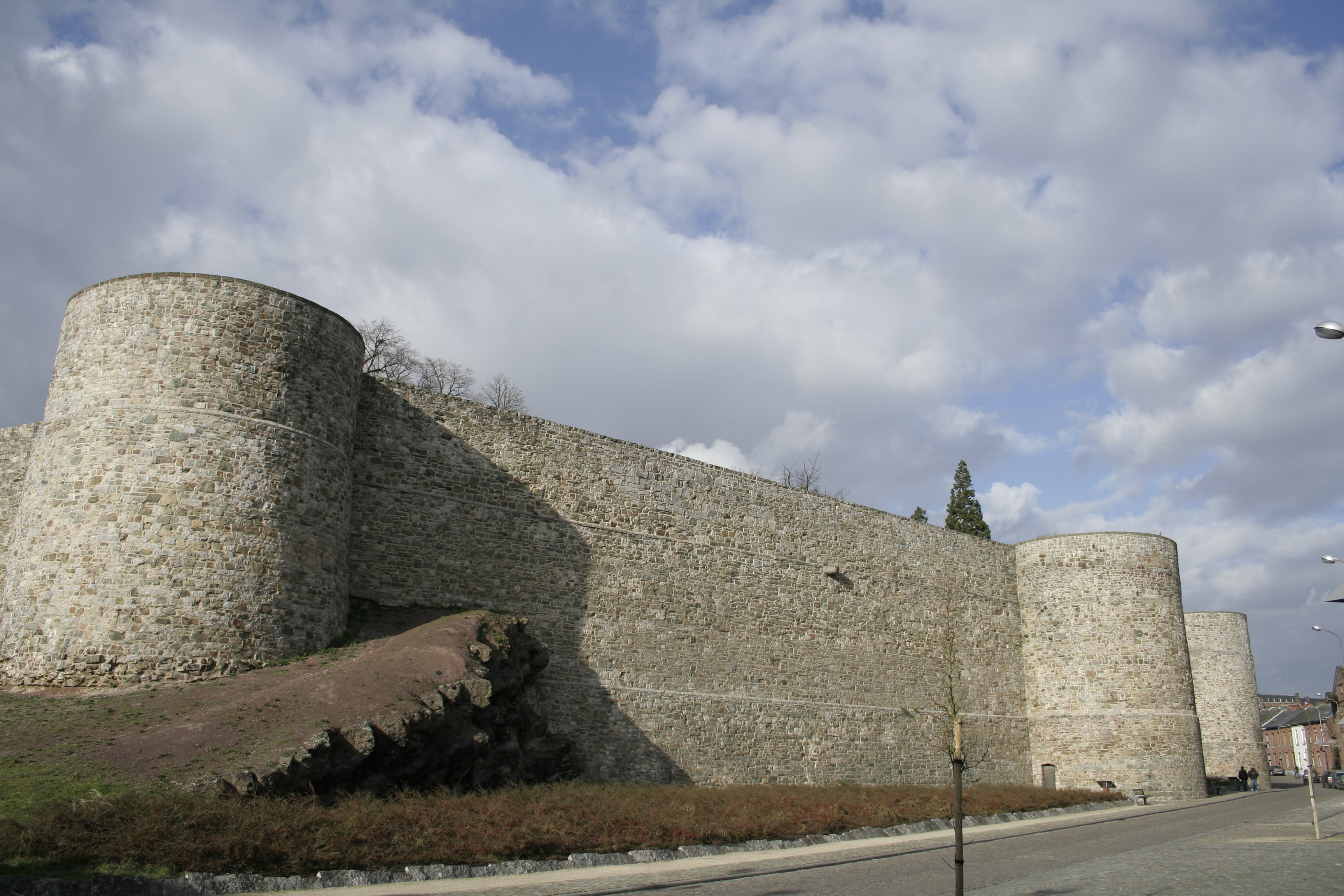
Les remparts de la ville.
Le château fort apparait sur le sceau de la ville puis sur son blason en 1977.

## Description du palais Renaissance
L'ensemble du palais forme un U. Il se compose de deux tours sur le devant du bâtiment principal de deux étages et de deux ailes supplémentaires d'un étage (l'ancien corps de logis et la conciergerie avec la buerie). Il y a d'autres bâtiments comme les écuries, remise et grange. L'aile de la grande salle reprend le plan de la résidence médiévale. Construit sur un promontoire rocheux, le palais domine le paysage à l'est, au sud et à l'ouest. Ricquier de Longhastre, horloger de Valenciennes, orne le palais de deux cadrans solaires. Le palais possède aussi une horloge mécanique.
La grande tour carrée, dite montée à cheval, permet d’accéder aux étages. Elle mesure 16,2 m de haut sur 16,2 m de côté (soit 13,3 m + 2.9 de murs). Une partie est creusée dans la roche sur dix mètres de profondeur. La petite tour est occupée par la bibliothèque. L'une de ces tours est ornée d'une statue du dieu Mercure.
Les fouilles ont mis au jour les fondations d’un portique courant le long des quatre côtés de la cour et distribuant les ailes du palais. On compte treize arcades pour le portique sud devant le riche logis et au-dessus se trouvait une galerie fermée avec un toit plat en terrasse. La galerie d'apparat fait 44 mètres sur 5,2. Elle est prévu pour l'accueil d'imposantes statues entre dix de ses treize arcades. En effet, Marie passe commande, entre autres, d'une copie du Groupe du Laocoon, mais il ne sera jamais installé.
La salle d’honneur située au premier étage mesure 30 mètres sur 13,5 et monte jusqu’au comble. Le plafond est pourvu d’une voûte en berceau de bois en bardeau couvert de caissons sculptés et pendentifs. C'est Philippe de Nivelles, charpentier Hennuyer qui crée la voute. Les murs sont couverts de lambris moulurés ornés de mufles léonins et de pilastres. La pièce est chauffée par deux monumentales cheminées en marbre de Rance décorées d'armoiries et des bustes de César et d'Hadrien venant de Rome. Les montants des portes sont en marbre rouge de Rance. Les fenêtres sont bordées de termes d'apparence guerrière, de dépouille et d'une série de 4 tableaux commandée au Titien (Sisyphe, Tantale, Ixion et Tityus). Le haut des murs est recouvert d'une tapisserie en soie et or sur le thème des péchés capitaux. Des loggias autour des cheminées permettent de circuler vers les appartements du second étage.
La salle basse est au rez-de-chaussée par rapport à la cour des galeries et en entresol par rapport au jardin médiéval. Les murs sont couverts de tapisseries sur l'histoire romaine. Au fond, se trouvent les appartements pour Philippe. Dans la partie du corps de logis conservé de l'ancien château, se trouvent à l'étage les appartements de Marguerite d’York. Ils sont habités par Éléonore de France en 1549. Le riche logis mesure 18 mètres sur 9. Au rez-de-chaussée se trouve une cuisine.

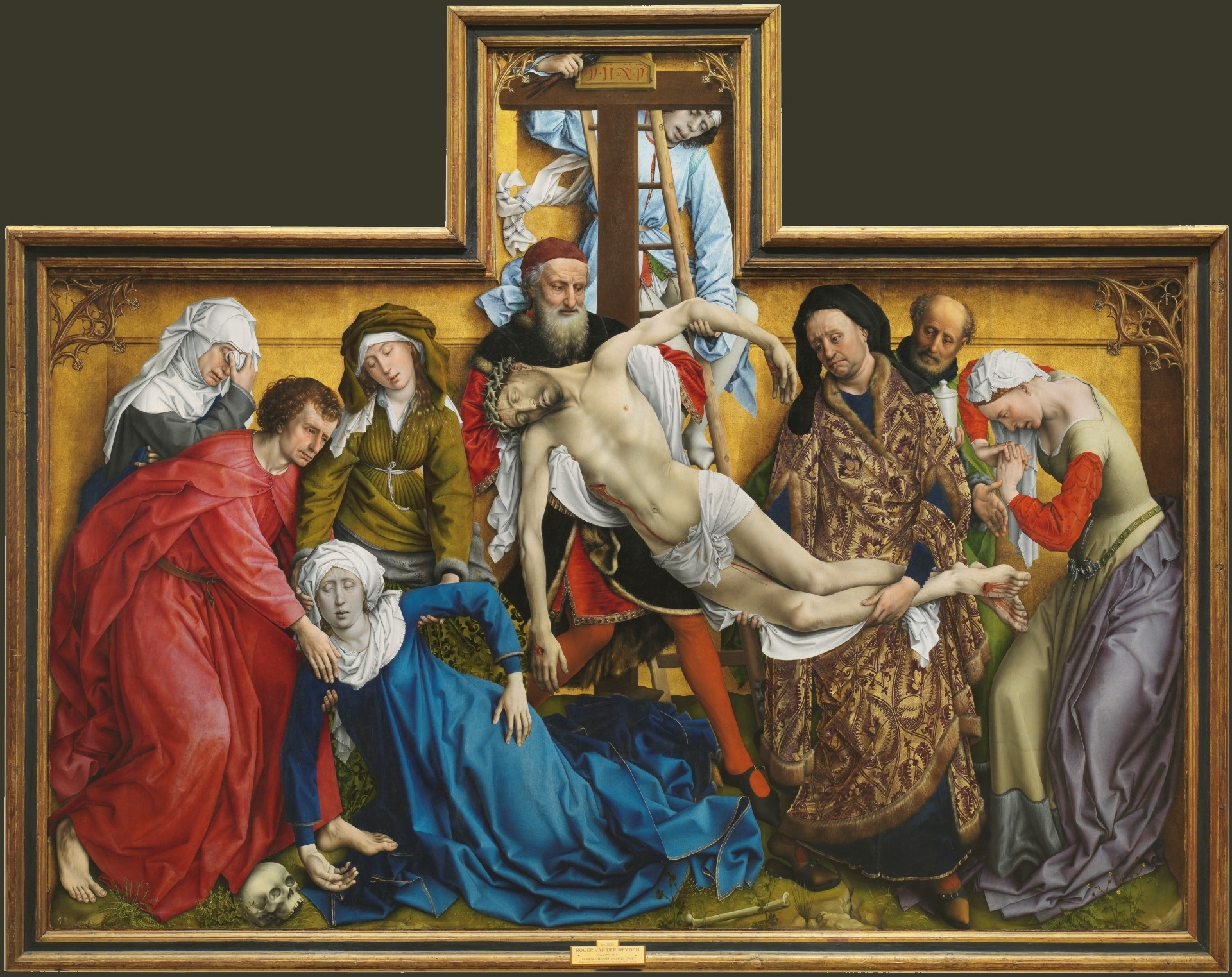
La Descente de Croix de Rogier van der Weyden, était placée dans la chapelle du palais

La chapelle dédiée à saint Servais est basée sur le plan de l'ancienne chapelle du 12e siècle. On y accède par une porte de jaspe. Composée d'une seule nef, des colonnes aux chapiteaux ioniques bordent les murs. Le cœur en abside est surmonté d'une coupole éclairée par une lanterne. L'autel accueille comme retable le tableau de Rogier van der Weyden : La Descente de Croix. Les fenêtres sont agrémentées de pilastres doriques. La chapelle est haute de 2 étages et des sources avancent que les oratoires était superposés. Le niveau du sol a été remonté à l’aide de remblais de terre et des restes des anciens sols médiévaux. Des éléments de son chœur médiéval sont réutilisés dans l’église du Très-Saint-Sacrement de Binche.
Au 1er étage du bâtiment principal se trouve une colonnade ornée de fresque de Michel Coxcie et donne sur les appartements de la reine. L'antichambre des appartements est orné de boiseries à caissons. Les murs sont couverts de tapisseries sur le thème de l'amour de Vertumne et Pomone. Il y a une haute cheminée en jaspe. La chambre de la reine est aussi lambrissée. Les tapisseries sont couvertes de feuillage et du monogramme de Marie. Une garde-robe et des cabinets prolongent les appartements.
Il y a deux accès au parc du palais pour entrer dans la basse-cour : l'une est un porche à côté de la collégiale Saint-Usmer et l'autre est au niveau de la porte Saint-Paul.
L'entrée dans le palais se fait principalement par la petite façade de l'aile gauche entre les deux tours par la porterie "rustique". Après la destruction du palais la porte est démontée pour être transférée à Mons, rue Masquelier.
Une partie de l’enceinte médiévale qui jouxtait la porte du Posty a été démontée et remontée plus en avant afin de pouvoir aligner le nouveau jardin. Le jardin est agrémenté d'un bassin en marbre de Rance dont il reste les vestiges de l’alimentation en eau. On y trouve des vignes et des abricotiers ainsi que des plates-bandes agrémentées de lauriers. Marie fait faire à Luc Lange des copies de sculpture à l'antique en plâtres pour orner ses jardins (notamment Cléopâtre et le Nil). L'entretien et les plantations sont confiés à Jacques Hollebecque.
Les fenêtres nord de la conciergerie sont condamnées pour offrir plus d'intimité au nouveau jardin qui est entouré par de hauts murs.
En plus de la brique, il reste les contreforts de la grande salle qui sont en grès de Bray taillés à la broche, sans ciselures périphériques. Ils ont probablement servi à contrebuter les trois grands arcs séparant les quatre travées de la voûte. La pierre bleue arrive d'Écaussinnes. Le toit est en ardoise. Le parquet est fabriqué par un ébéniste saxon. Un serrurier allemand reste deux ans au palais.

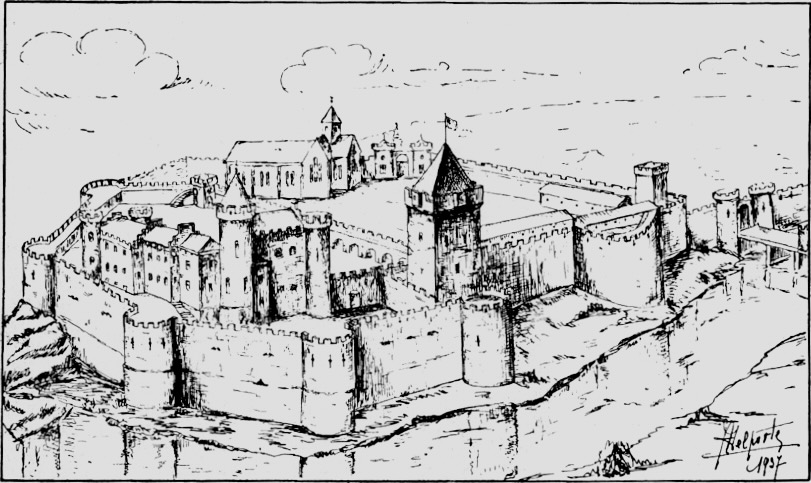
Reconstitution du château comtal.
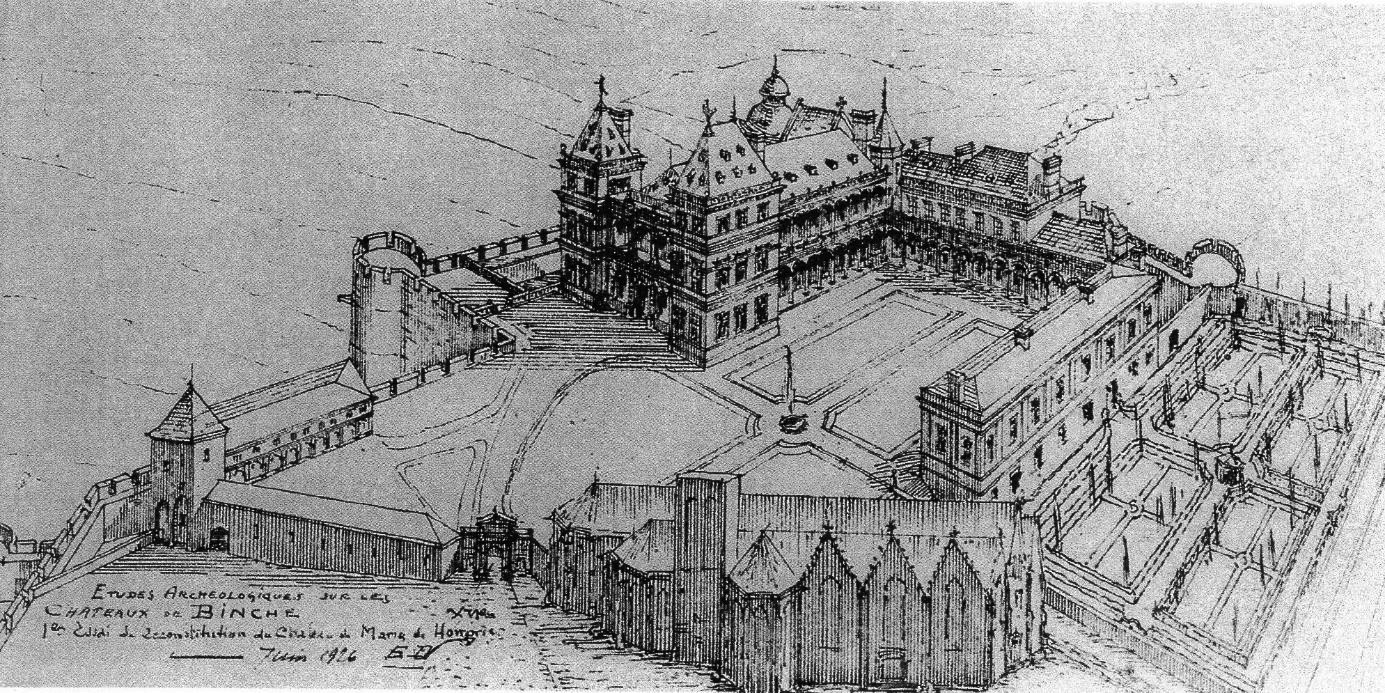
Reconstitution du palais Renaissance.
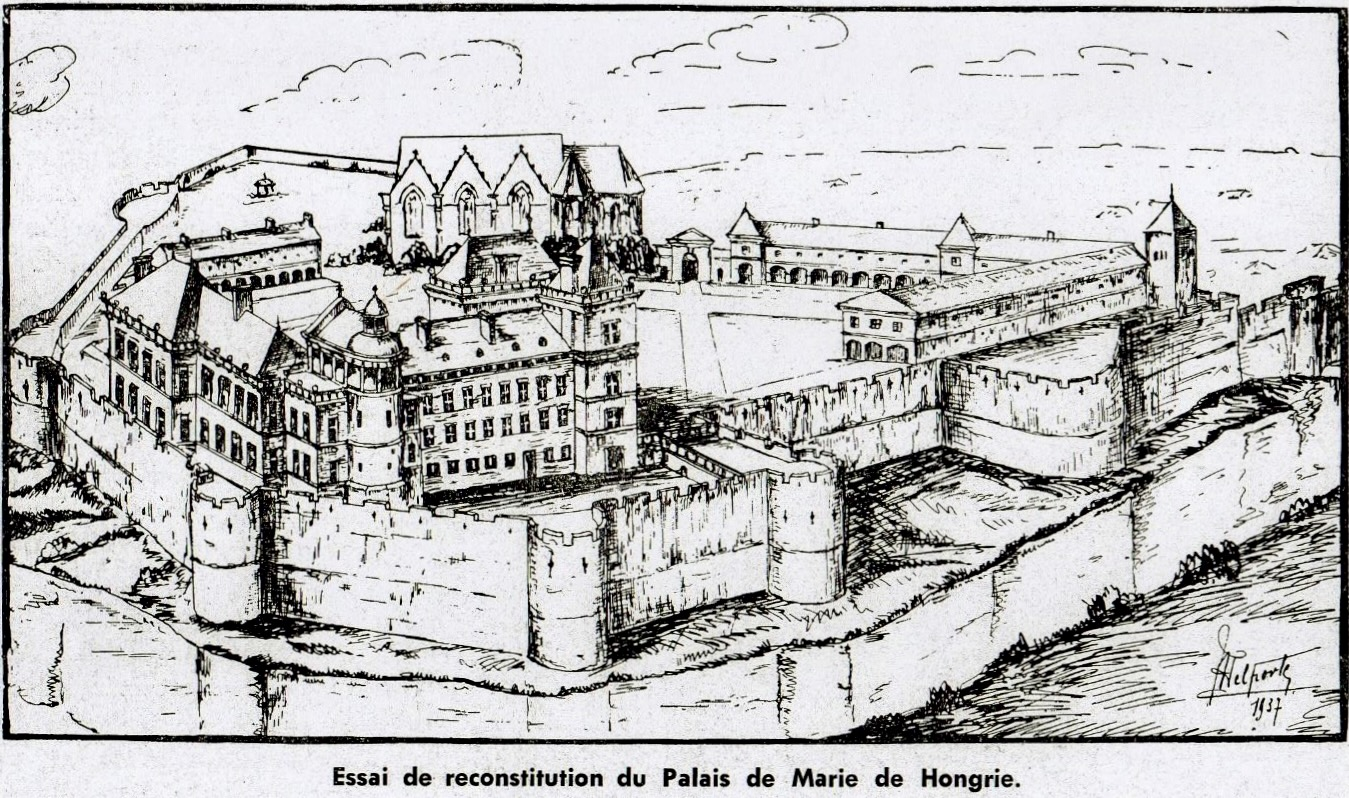
Reconstitution du palais.
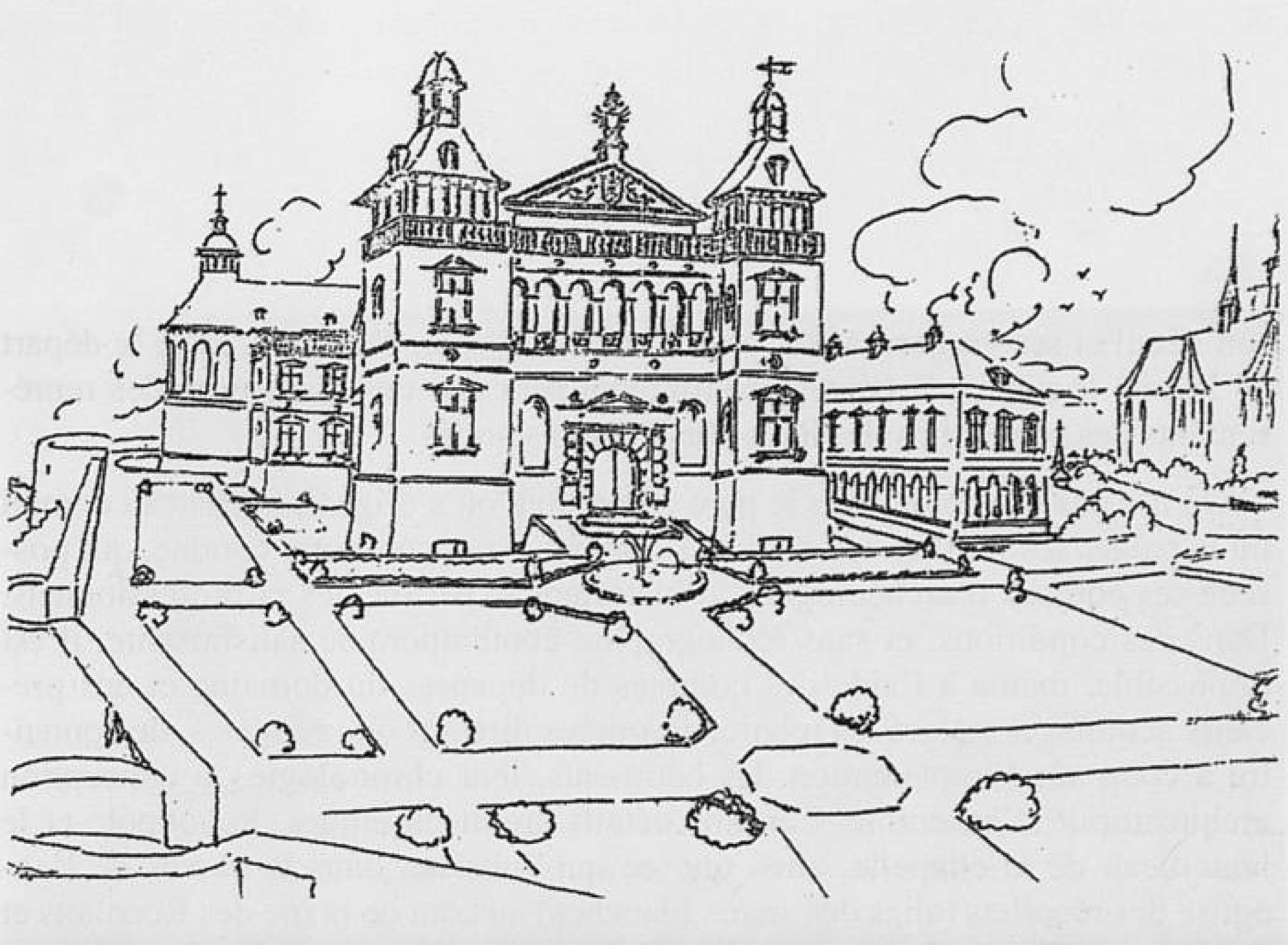
Reconstitution d'Edmond Puissant.
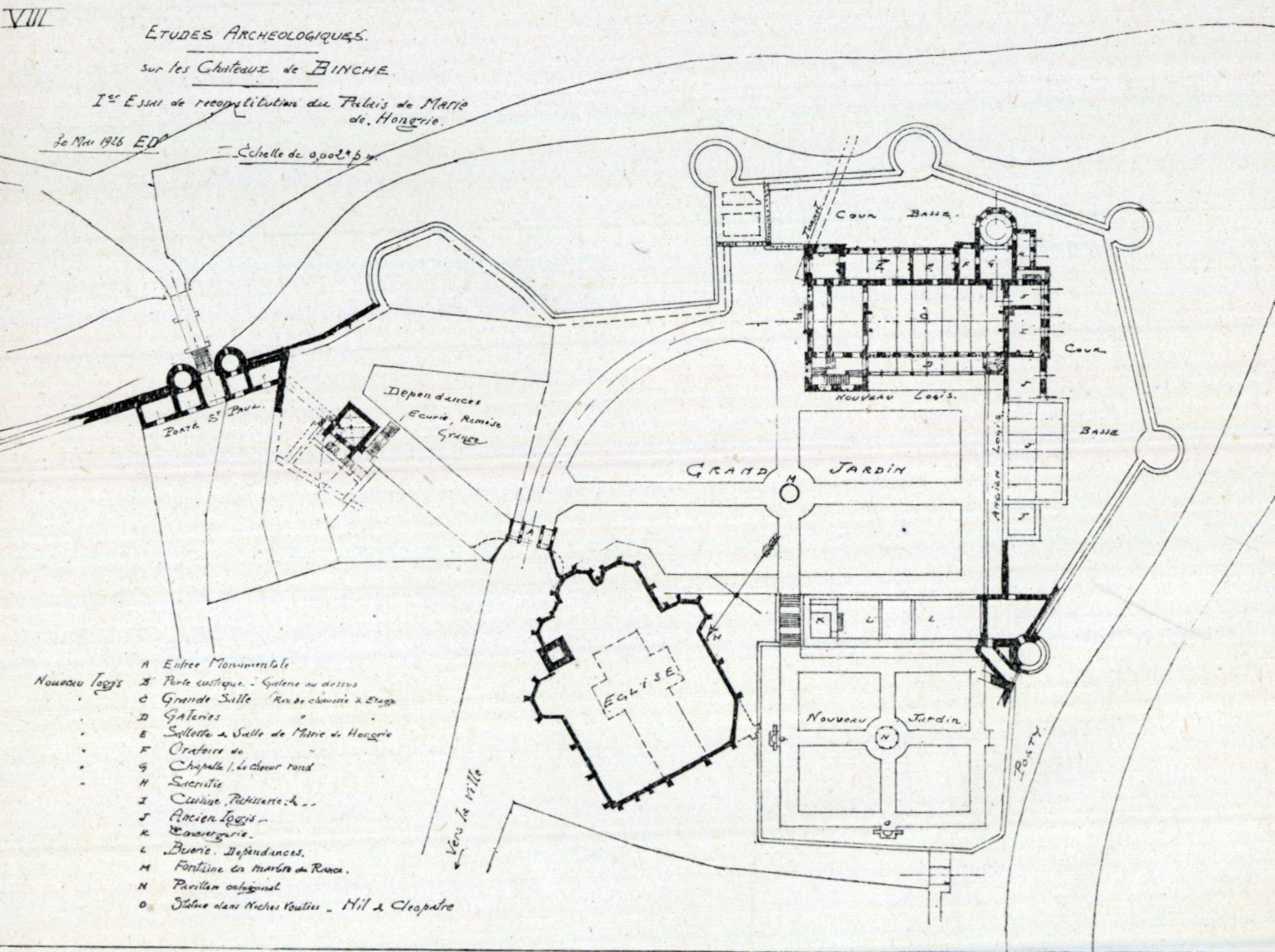
Essai de plan du palais.
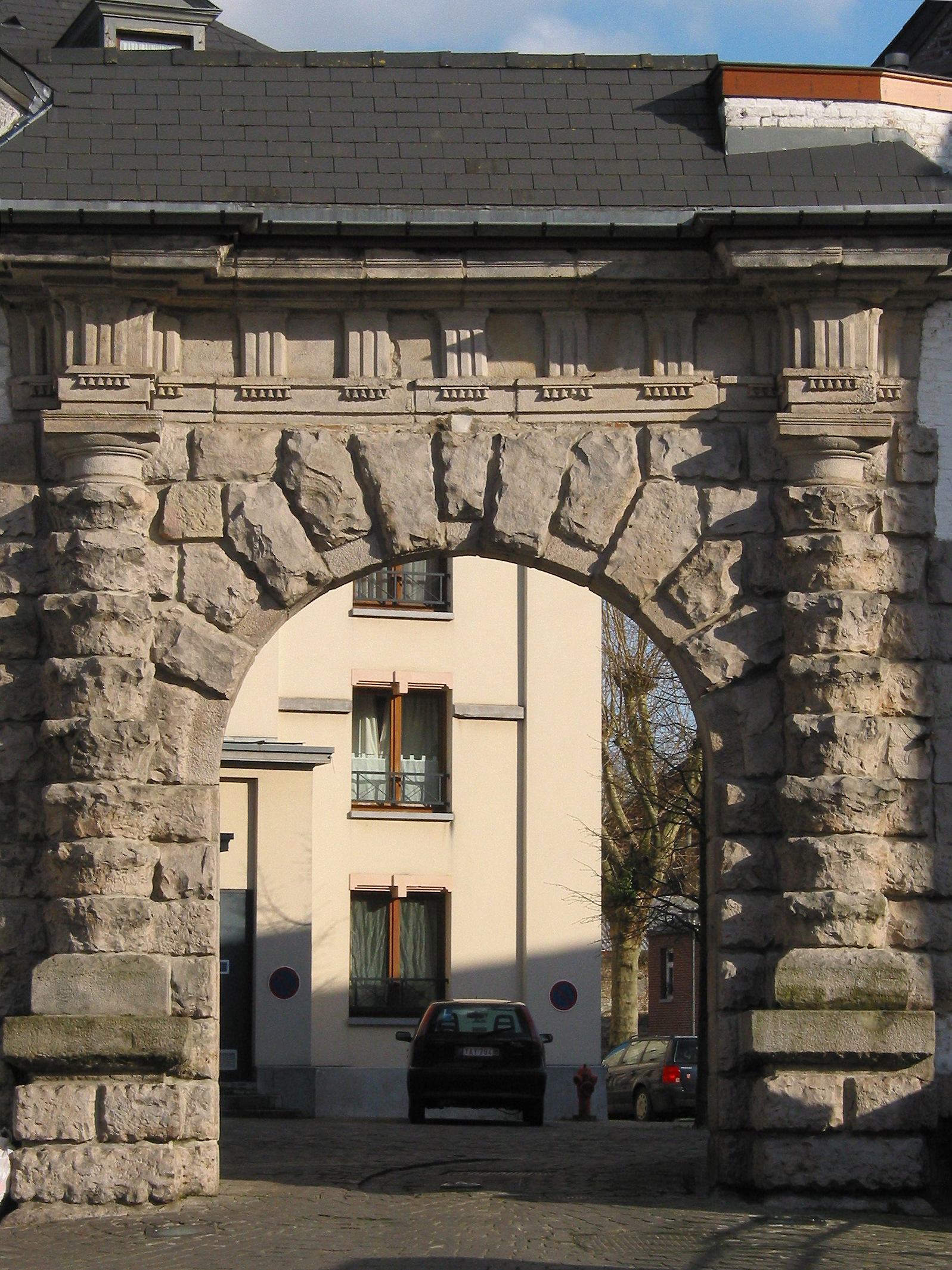
Porte rustique déplacée à Mons.
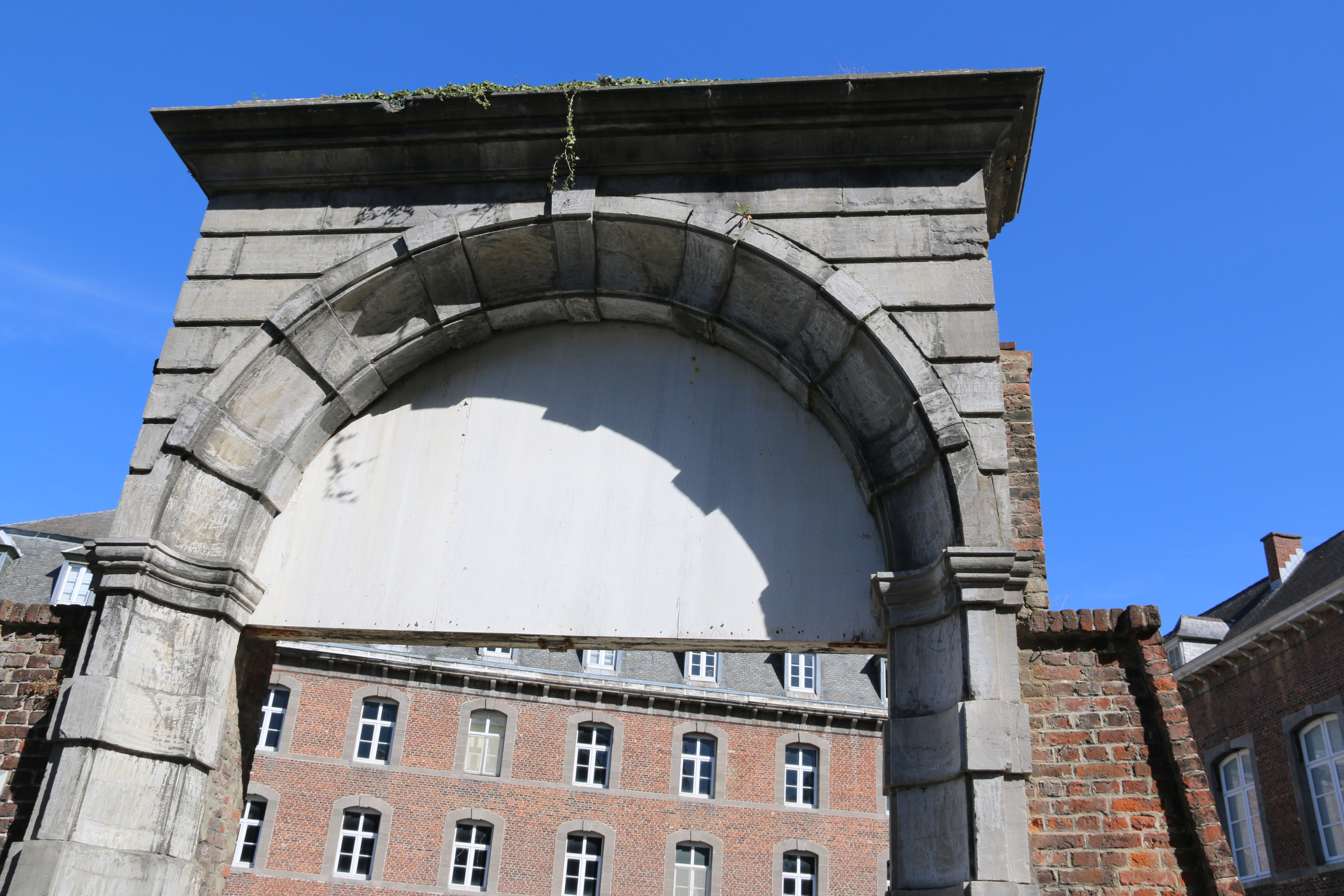
Porte du musée du Masque de Binche
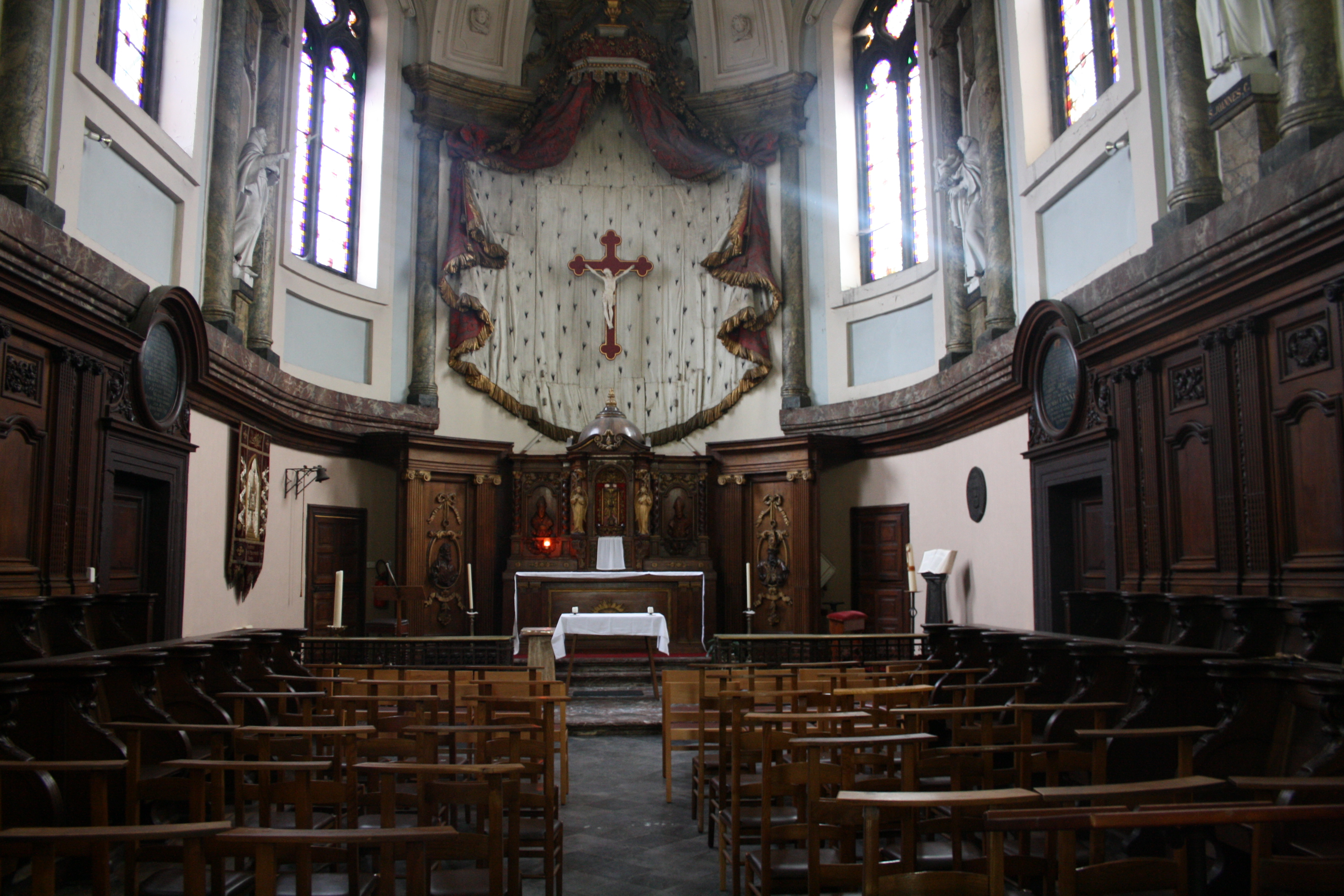
Colonnes intégrées à l'église du Très Saint-Sacrement de Binche

## Tourisme

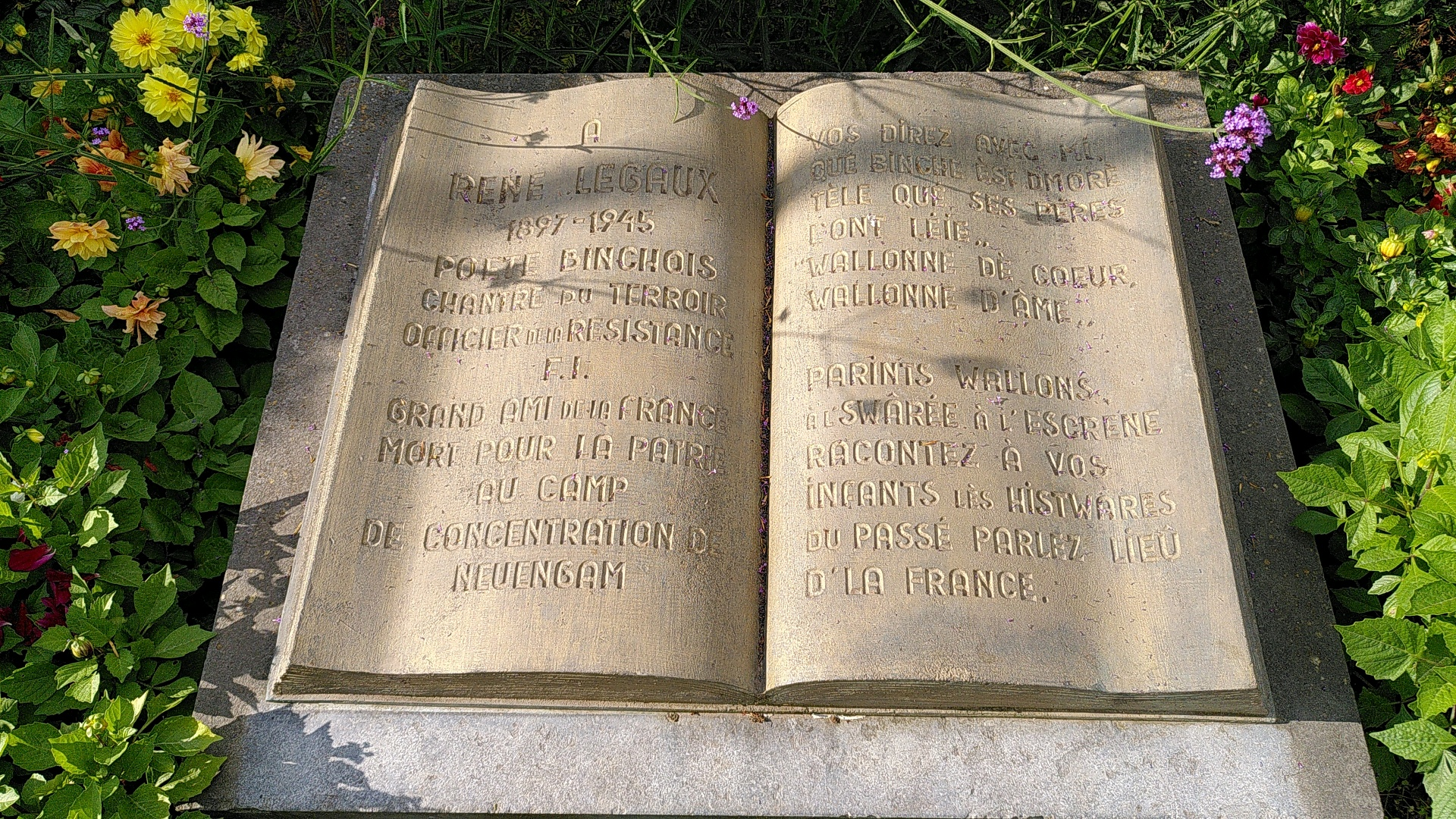
Monument au résistant et écrivain René Legaux dans le parc attenant aux ruines du palais.

Depuis 2019, l'office de tourisme de la ville de Binche propose une visite du château en réalité virtuelle.